# Накадомари
Накадомари (яп. 中泊町 Накадомари-мати) — посёлок в Японии, находящийся в уезде Китацугару префектуры Аомори. Площадь посёлка составляет 216,33 км², население — 12 261 человек (1 августа 2014), плотность населения — 56,68 чел./км².

## Географическое положение
Посёлок расположен на острове Хонсю в префектуре Аомори региона Тохоку. С ним граничат города Госёгавара, Цугару, посёлок Сотогахама и село Йомогита.

## Население
Население посёлка составляет 12 261 человек (1 августа 2014), а плотность — 56,68 чел./км². Изменение численности населения с 1980 по 2005 годы:
| 1980 | 19 968 чел. |  |
| 1985 | 18 568 чел. |  |
| 1990 | 17 354 чел. |  |
| 1995 | 15 998 чел. |  |
| 2000 | 15 325 чел. |  |
| 2005 | 14 184 чел. |  |

## Символика
Деревом посёлка считается туевик долотовидный, цветком — Chrysanthemum × morifolium, птицей — деревенская ласточка.